# Zelotes jabalpurensis
Zelotes jabalpurensis är en spindelart som beskrevs av Benoy Krishna Tikader och Gajbe 1976. Zelotes jabalpurensis ingår i släktet Zelotes och familjen plattbuksspindlar. Inga underarter finns listade i Catalogue of Life.